# 1731
Het jaar 1731 is het 31e jaar in de 18e eeuw volgens de christelijke jaartelling.

## Gebeurtenissen
januari
- 20 - Met de dood van Antonio Francesco sterft het huis Farnese in mannelijke linie uit. Via Elisabetta Farnese, koningin van Spanje, gaat het hertogdom Parma over op haar zoon Karel van Bourbon.

februari
- 3 De verwoesting door brand van het Paleis op de Koudenberg te Brussel.

april
- 23 het prinsdom Orange wordt definitief afgestaan aan de koning van Frankrijk door Lodewijk Frans I.

augustus
- 20 - Justus van Effen begint de uitgave van het blad Hollandsche Spectator naar het voorbeeld van The Spectator in Engeland.

## Bouwkunst

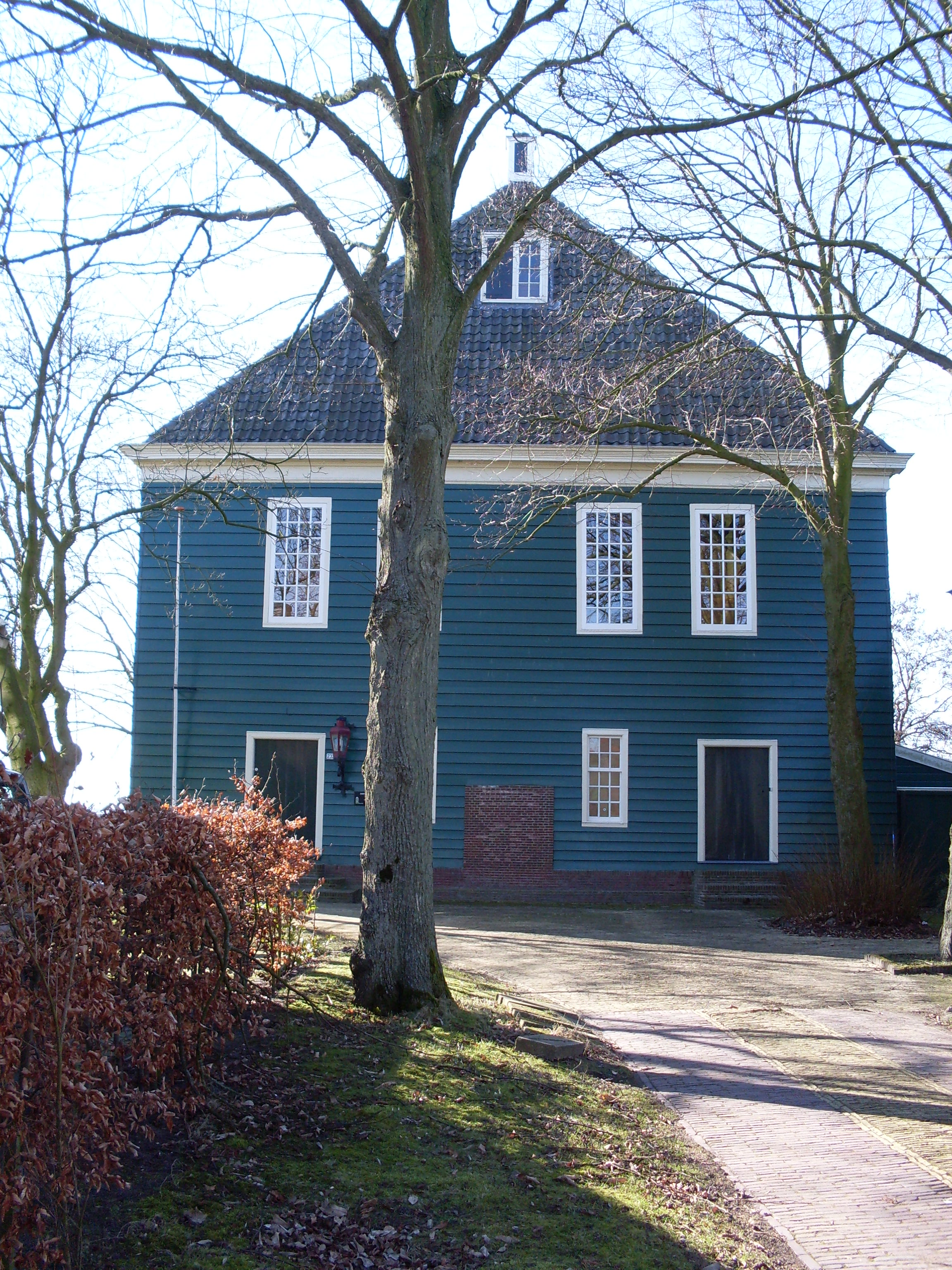
Zuider Vermaning, Westzaan (1731)